# Klon (Mikołajki)
Klon (deutsch Klonn, 1938 bis 1945 Zwerghöfen) war ein eigenständiger Ort in der heutigen polnischen Woiwodschaft Ermland-Masuren. Seine Ortsstelle liegt im Gebiet der Stadt- und Landgemeinde Mikołajki (Nikolaiken) im Powiat Mrągowski (Kreis Sensburg).

## Geographische Lage
Die Ortsstelle Klons liegt inmitten der Woiwodschaft Ermland-Masuren, nur drei Kilometer südwestlich der an der Landesstraße 16 gelegenen Ortschaft Zełwągi (Selbongen). Von dort aus führt ein Landweg nach Klon.

## Geschichte
Gegründet wurde das nach 1785 Klon und bis 1938 Klonn genannte kleine Dorf im Jahre 1752 und bestand nur aus ein paar kleinen Gehöften. 1874 wurde es in den Amtsbezirk Schaden (polnisch Stare Sady) eingegliedert, der zum Kreis Sensburg im Regierungsbezirk Gumbinnen (1905 bis 1945: Regierungsbezirk Allenstein) in der preußischen Provinz Ostpreußen gehörte.
Um 1928 wurde Klonn, wo im Jahre 1910 26 Einwohner registriert waren, in die Nachbargemeinde Selbongen (polnisch Zełwągi) eingegliedert und am 3. Juni (amtlich bestätigt am 16. Juli) 1938 in „Zwerghöfen“ umbenannt. Kirchlich war der kleine Ort wie auch die Muttergemeinde bis 1945 in die evangelische Pfarrkirche Nikolaiken bzw. in die katholische Kirche St. Adalbert in Sensburg einbezogen.
Im Jahre 1945 wurde in Kriegsfolge das gesamte südliche Ostpreußen an Polen überstellt. Davon betroffen war auch Klonn resp. Zwerghöfen, das nun die polnische Namensform „Klon“ erhielt. Das Dorf existiert heute nicht als eigenständiger Ort, sondern ist in Zełwągi (Selbongen) aufgegangen und wird heute als Teil (polnisch Część wsi) ebendieser Ortschaft innerhalb der Stadt- und Landgemeinde Mikołajki gesehen.